# All Saints Church (Maidstone)

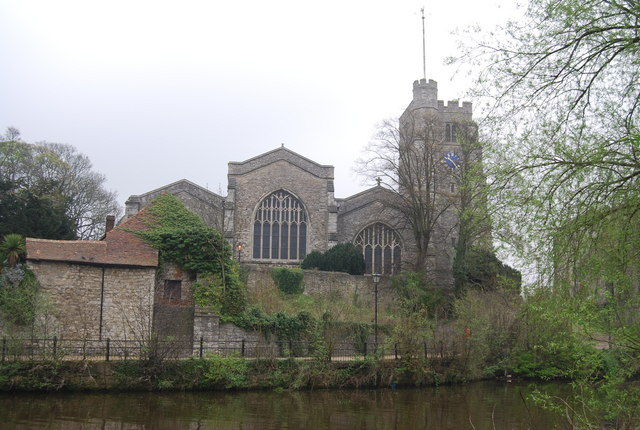
Westansicht der Kirche vom River Medway aus gesehen

All Saints ist eine Pfarrkirche in Maidstone, Kent. Sie ist ein listed building und gilt als die größte Perpendicular Gothic-Kirche in Kent und ganz in England.

## Aufbau und Niedergang
William Courtenay, damaliger Erzbischof von Canterbury, gründete im Jahr 1395 die Kirche als Teil des College of All Saints. Die Kirche entstand en der Stelle einer älteren Marienkirche Courtenay starb bereits ein Jahr später und Kirche und College wurden von seinem Nachfolger Thomas Arundel innerhalb weniger Jahre fertiggestellt. Richard II. belehnte das College mit Land und dem Einkommen aus dem Hospital of St Peter and St Paul in Maidstone, sowie der Pfarreien Linton, Farleigh, Sutton und Crundale. Außerdem erhielt das College das Kirchenpatronat für die Parochien. Für die Errichtung des College-Gebäudes erwarb Courtenay eine Bulle, die ihn berechtigte, eine Steuer von fourpence in the pound auf alle kirchlichen Einnahmen zu erheben, die in seiner Kirchenprovinz entstanden.
Im Jahr 1546 wurde das College durch den Chantries Act geschlossen. Sein damaliges Jahreseinkommen belief sich auf £208 6s 2d. Kirche und College wurden getrennt. Die Kirche wurde zur Pfarrkirche für ganz Maidstone und die Grundstücke des Colleges gingen an George Brooke, Baron Cobham, fielen jedoch an die Krone zurück als im Jahr 1603 sein Enkel, Henry Brooke, the 11th Baron Cobham, wegen Hochverrats und Teilnahme am Main Plot gegen James I. verurteilt wurde. Unter Charles I. ging das College an Sir Edward Henden und kam später an die Familie der Earls of Romney.

## Architektur

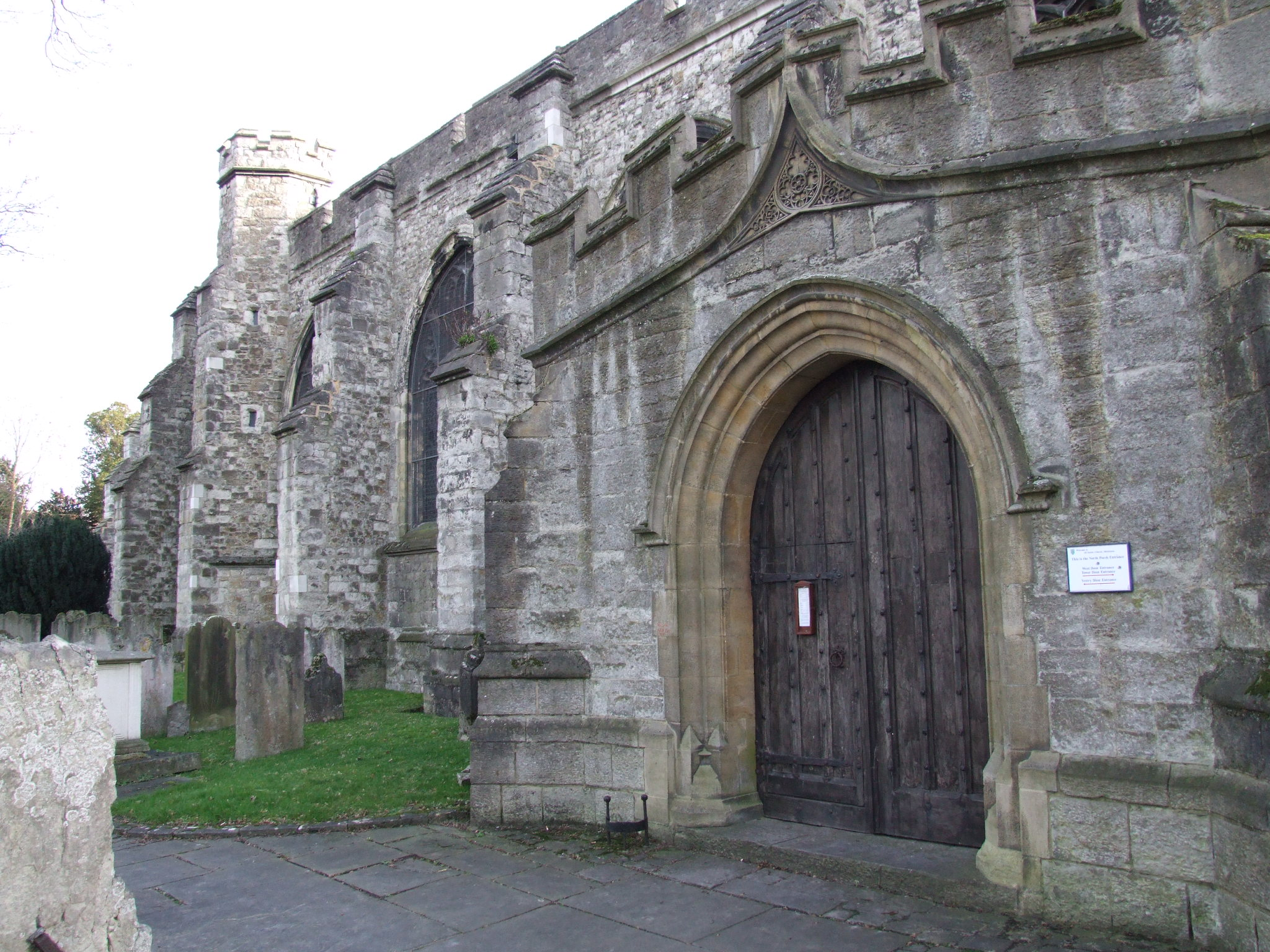
Nordseite der Kirche

Die Kirche steht in einem kleinen Friedhof östlich des River Medway; die Überreste des Colleges, unter anderem dessen Torhaus, stehen südlich davon. Der Bischofspalast schließt sich im Nordwesten an und die Zehntscheune (Tithe Barn) liegt im Nordosten. Zusätzlich sind die mittelalterlichen Mauern im Norden und Westen des Kirchhofs und das Monckton War Memorial auf dem Kirchhof separat gelistet (Grade II structures).

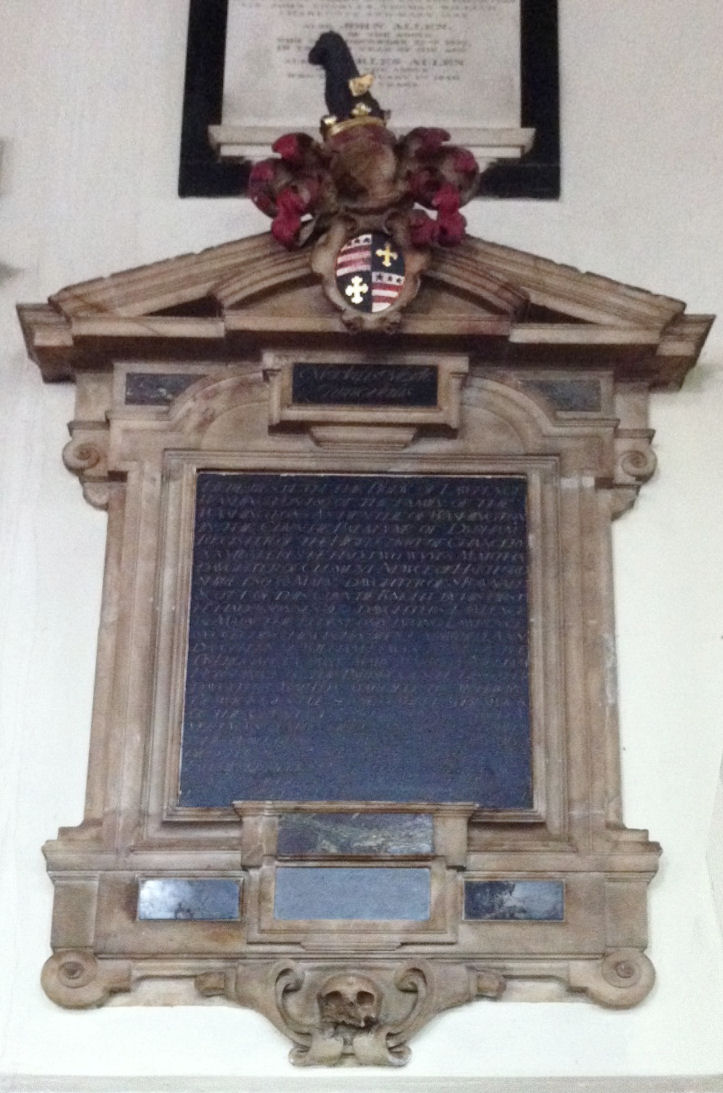
Denkmal für Lawrence Washington

Die Kirche besteht aus einem blau-grünlichen Kalkstein (rag-stone); sie ist im Stil der englischen Spätgotik (Perpendicular Style) mit Strebewerk und Schießschartenedurchsetzten Mauerkronen errichtet. Der Turm steht an der Südwest-Ecke und ist ca. 24 m hoch. Ursprünglich war ein Spitzhelm vorhanden, der jedoch im Jahr 1730 durch Blitzschlag zerstört wurde. Das Kirchenschiff wird von sechs Bögen getragen und hat Kirchenbänke auf der Nord und der Südseite und Obergaden, die über die ganze Länge der Kirch verlaufen. An der Südseite befindet sich eine Kapelle der „Fraternity of Corpus Christi“, einer ortsansässigen Laiengemeinschaft. Die Kredenz und eine viersitzige Sedilla sind ein Andenken an den ersten Leiter des Colleges, John Wotton († 1417). Weitere Denkmale gibt es für den Erzbischof Courtenay, Lawrence Washington († 1619), John Davy († 1631) und ein gemeinsames Denkmal für John Astley († ≈ 1595), seinen Sohn Sir John Astley († 1639) und deren Frauen. Grabstellen in der Kirche gehören den Astleys, Washingtons und den drei Barons Astley of Reading auch William Grocyn wurde in der Kirche beigesetzt. Im Kirchhof befindet sich das Grab von William Shipley, dem Gründer der Royal Society of Arts.
Das Taufbecken stammt aus dem frühen 17. Jahrhundert und das Chorgestühl weist mittelalterliche Miserikordien auf. Das Holzdach wurde im Jahr 1886 durch Arbeiten von John Loughborough Pearson ersetzt. Pearson gestaltete auch Fenster und Altarretabel (reredos). Der Kirchturm besitzt ein Geläut mit zehn Glocken; diese werden regelmäßig von der Bell ringing-Society geläutet. Die Kirchenuhr wurde im Jahr 1899 von Gillett & Johnston hergestellt und 2007 überholt. Die Uhr schlägt die Viertel und die Stunden mit dem Westminsterschlag.